# 尤里·米哈伊洛维奇·巴图林

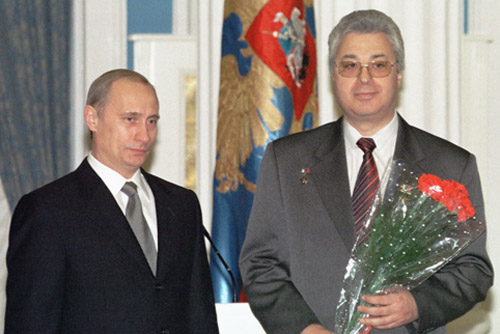
俄罗斯总统普京与时任俄羅斯科學院自然科學與技術歷史研究所所长的尤里·米伊洛維奇·巴圖林(2001)

尤里·米哈伊洛維奇·巴圖林（俄語：Юрий Михайлович Батурин、英語： 1949年6月12日—）, 
俄罗斯政治家、学者（律师和政治学者）和宇航员（俄罗斯第382位宇航员和第90位宇航员）。法学博士、教授，俄罗斯联邦英雄。

## 学历、经历
- 1966年，他畢業於莫斯科市44號英語特殊學校，獲得金牌。
- 1973年，他毕业于莫斯科物理技術學院航空物理学和空间研究学院，飞行动力学和控制专业。
- 1980年，他从全聯盟函授法律學院（现莫斯科國立法律大學）毕业，获得法学学位。
- 1981年，他从莫斯科国立大学莫斯科国立大学新闻学院（俄语：Факультет журналистики МГУ）（夜间部）毕业，获得新闻专业学位。
- 1985年6月，他获得了欧洲议会法学副博士學位。
- 1992年1月，他获得了计算机法学全博士學位。
- 2000年，他自俄罗斯武装部队总参谋学院（俄语：Военная академия Генерального штаба Вооружённых Сил Российской Федерации）高級課程结业。
- 2005年6月28日，他从俄罗斯外交部外交关系学院（俄语：Дипломатическая академия МИД России）（夜间部）毕业，主修空间外交和国际法律。

## 职业生涯
1973年莫斯科物理技術學院畢業後，在MIPT TSKBEM（現能源公司）工作。1980年至1990年，他在蘇聯科學院國家和法律研究所（现俄羅斯科學院國家和法律研究所）從事研究员工作，曾擔任初級研究助理，研究助理和高級研究助理。從1990年5月17日到1992年1月2日，他擔任蘇聯總統助理的顧問。1991年，他擔任Itogi計劃（第一頻道）的常驻顧問。從1993年到1994年，1993年至1994年，他担任俄罗斯联邦副总统的法律事务助理。1994至1996年，他擔任俄羅斯國家安全事務俄罗斯联邦副总统。1996年至1998年，他担任俄罗斯联邦副总统。在1994-1996和1996-1997期間，他擔任俄羅斯總統人事政策委员会主席（是该机构最高职务、最高军衔,该委员会委员会在裁撤之前該職位由亞歷山大·伊萬諾維奇·列別德擔任）。 1996年7月25日至1997年8月28日俄羅斯聯邦國防委員會秘書。
截至1998年7月，他是莫斯科物理技術學院的全職教授（主讲政治和法律分析，包括政治過程的數學建模元素）和莫斯科国立大学新闻学院（主讲媒體中的政治和法律分析，科學和新聞問題，空間新聞），以及國家核研究大學計算機法律系主任。
直到1997年6月，他在莫斯科國立國際關係學院任教，但暫時中斷了中共的準備工作。
1998年，他被任命為加加林宇航员培訓中心的測試宇航員。2000年6月1日，他被任命为中共中央航空航天局副指挥官。a.a.加加林的研究和测试工作。这是中共第一次在宇航员军事部队中任命平民担任行政职务。这就是为什么我们花了六个多月的时间来协调国防部和rosaviespace的提名。。
2008年12月28日，他成为俄罗斯联邦安全理事会科学理事会成员。俄罗斯展览科学委员会主席。他是反腐败研究中心的董事会主席，也是国际转运倡议的主席。截至2017年，他擔任俄罗斯齐奥尔科夫斯基宇航员学院公共關係和媒體事务副主任。
他也是憲制性法律的起草者。

### 統計[6]
| # | 发射飞船  | 啟動（UTC）          | 任务代号         | 飞船着陆  | 著陸（UTC）          | 返回飞船         | 舱外活动次数 | 舱外活动时间 |
| - | --------- | -------------------- | ---------------- | --------- | -------------------- | ---------------- | ------------ | ------------ |
| 1 | 聯盟TM-28 | 1998年8月13日, 09:43 | 聯盟TM-28        | 聯盟TM-27 | 1998年8月25日, 05:22 | 11天19分39分     | 0            | 0            |
| 2 | 聯盟TM-32 | 2001年4月28日, 07:37 | 聯盟TM-32, 远征2 | 聯盟TM-31 | 2001年5月6日, 05:41  | 7天22小时4分     | 0            | 0            |
|   |           |                      |                  |           |                      | 19天17小時43分鐘 | 0            | 0            |

他的第一次太空飞行，他于1998年8月13日与“联盟”号飞船一起发射，并与“联盟”号飞船一起着陆。 他是这次任务的研究宇航员，这次任务持续了11天19分39分。 他的第二次太空飞行是飞秒-1，它是在2001年4月28日与联盟tm-32飞船一起发射的，并与联盟tm-31一起着陆。 这次飞行任务值得注意的是首次支付太空游客丹尼斯·蒂托。这次任务他被指定为飞行工程师，任务持续了7天22小时4分钟。

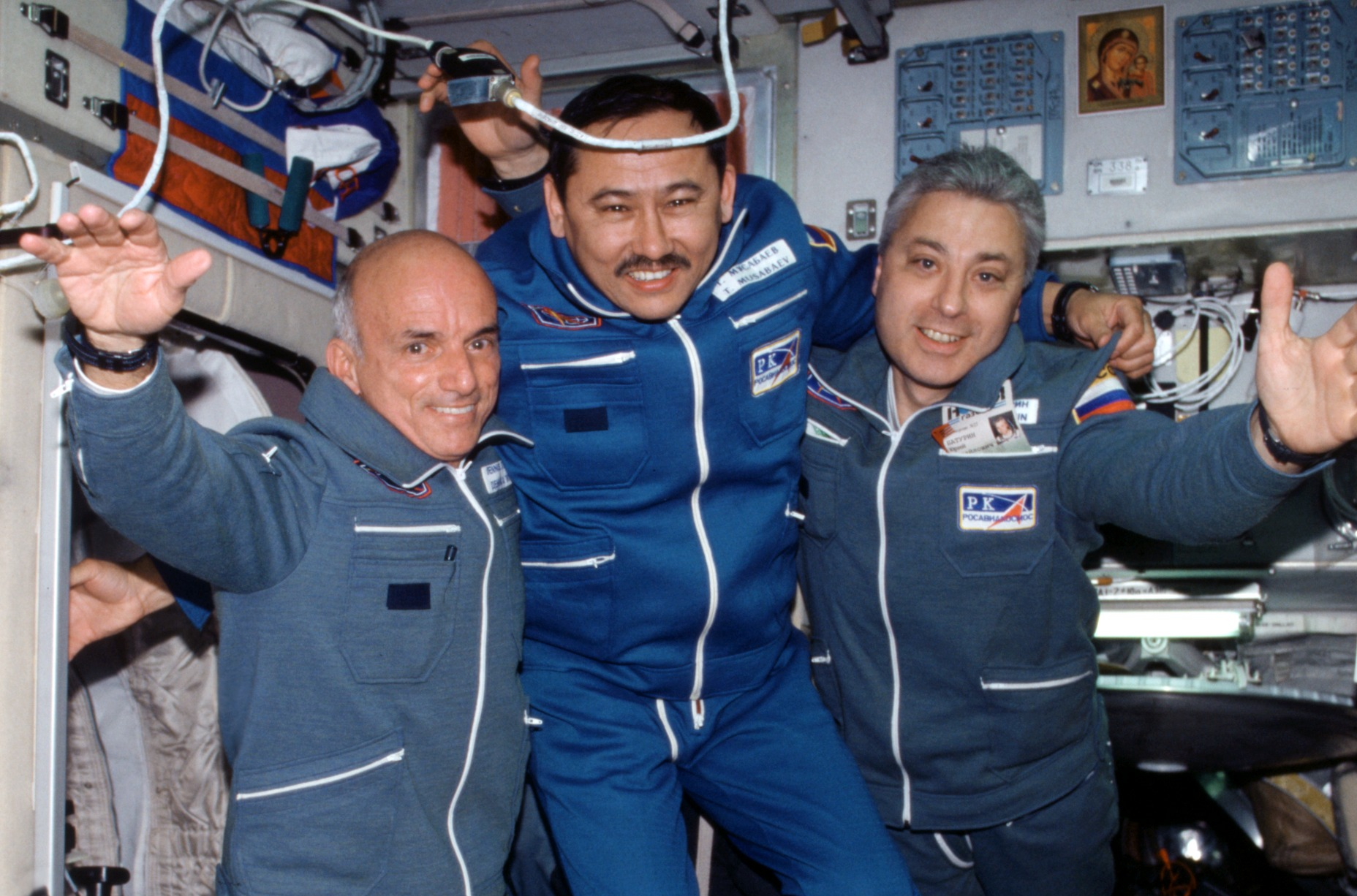
聯盟 TM-32太空人小组（2001年4月28日），太空人小组包括：塔爾加特·穆薩巴耶夫（RUS），尤里·米伊洛維奇·巴圖林（RUS）和世界上第一位太空遊客丹尼斯·蒂托（USA）。

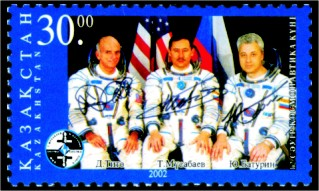
巴图林在哈薩克斯坦发行的郵票上

2010年至2015年任俄罗斯科学院自然科学与技术历史研究所所长，2011年12月22日任记者。2014年11月29日，他被任命为俄罗斯摄影艺术家联盟主席。
尤里·米伊洛维奇·巴图林通晓的外语有：英语、瑞典语、日语、法语、德语、塞爾維亞-克羅埃西亞語。

## 观点
尤里·米伊洛維奇·巴圖林从历史学家和物理学家的视角，认为1945年至今的航天发展划分为十个历史阶段，并根据康德拉基耶夫长波理论和科尔莫戈罗夫公式，以英国铁路运输发展历程为旁证案例，探讨了航天纪元的时间起点和技术工艺发展的周期性问题，提出航天事业的理论纪元起点是1908年，实践纪元起点是1926年。

## 职衔
- 預備上校
- 俄羅斯聯邦一级國家顧問（俄语：Действительный государственный советник Российской Федерации 1 класса）（1996年）

## 榮譽
- 俄羅斯聯邦英雄（2001年9月28日） 以表彰其在國際太空飛行期間展示的勇氣和英雄主義[12]；
- 勇气勋章（俄语：Орден Мужества）（1998年12月25日） 以表彰其在軌道研究綜合體“Mir”的太空飛行中表現出的勇氣和奉獻精神；
- 太空探索優異獎章(2011年4月12日) 以表彰其在探索、开发和利用外层空间方面的重大成就，多年的认真工作，积极的公共活动；
- “俄羅斯海軍300週年”紀念獎章（俄语：Юбилейная медаль «300 лет Российскому флоту»）；
- “紀念莫斯科誕辰850週年”獎章（俄语：Медаль «В память 850-летия Москвы»）；
- 俄羅斯聯邦飛行員-宇航員（俄语：Лётчик-космонавт Российской Федерации）（1998年12月25日）以表彰其在和平號軌道研究中心的太空飛行中表現出的勇氣和奉獻精神[13]；
- 俄罗斯联邦总统(1995年8月14日)奖励他积极参与筹备和庆祝1941年至1945年卫国战争胜利50周年[14]。
- 俄罗斯联邦总统(1997年3月11日)奖励他积极参与起草俄罗斯联邦总统1997年3月11日向联邦议会发出的信息[15]。
- 俄罗斯联邦政府印刷媒体奖(2009年11月30日)[16]
- 多斯特克友誼奖章（英语：Order of Friendship (Kazakhstan)）（哈薩克斯坦，1998年）因其在探索外層空間方面的出色服務，成功實施國際和哈薩克斯坦關於和平號軌道綜合體的飛行計劃，以及勇氣[14]；
- 巴里一級勋章（俄语：Орден Барыс）（哈薩克斯坦，2002年） 表彰為加強國家和人民之間的和平，友誼與合作以及哈薩克斯坦共和國獨立十週年作出重大貢獻[17]；
- 俄羅斯邊防軍徽章“為塔吉克斯坦提供服務”；
- 苏联记者联盟奖获得者(1991年)；
- 费米达奖(1999年)[18]；
- 俄羅斯聯邦安全局[俄羅斯邊防軍]]邊防衛隊服務俄羅斯聯邦安全局邊境服務獎獲得者“邊境金筆”[19]；

## 作品
他写了一系列关于政治、法律、控制论和200多篇科学论文的书。
他写了一本关于他父亲的书《侦察兵档案》(2005年)和《世界载人航天》(2005年)的合著著。
他写了两部纪录片:《诚实的话语和一个翅膀》(1997年)和《通往天堂的阶梯》(2000年)。
已发表的内容:
- 《社會主義法治：從理念到實施：政治和法律觀點》 M.，1989（與R.Z. Livshits合作）。
- 《計算機界的法律和政治》 M.，1987。
- 《審查與宣傳：從可怕的伊凡到1917年》//蘇維埃國家和法律（期刊）（俄语：Советское государство и право）：- 1989. -  V. 3.- p.134-1142。 存檔於2006年1月17日
- 《計算機法：問題的簡短記錄》//蘇維埃國家和法律（期刊）（俄语：Советское государство и право）： 1989.№8。S. 70-71。
- 《政治振荡器:“新迦太基”反对公开。(俄罗斯历史)》//政治机构和社会更新。角,1989。168 - 184云云。
- 《計算機世界的人》 M.，1990。
- 《計算機犯罪和計算機安全》 M.，1991（與A. M. Zhodzishski合著）。
- 《計算機法律問題》 M.，Legal literature，1991。 -  272 p。
- 《宇航员视觉系统的功能研究是彩色测光法》//军事医学杂志（俄语：Военно-медицинский журнал）。1999. 2等。c . 56-63(与10合著。a . b .普罗科菲耶夫，v . a . roslikov, l . i . nesteryuk。
- 《電信和法律：試圖協調》//電信和法律：戰略問題。 M.，2000。
- 《葉利欽時代：關於政治歷史的散文》M.，Vagrius，2001年（與A. L. Ilin，V。F. Kadatsky等人合作）。
- 《情报档案:重建命运/普雷迪斯的经验》,2005年，年轻的卫兵。至650页。* Батурин Ю. М. . (Дело №…). Template:М: Молодая гвардия. 2005. ISBN 5-235-02771-X （俄语）.
- 《憲法練習曲》法律和公共政策研究所（莫斯科），2008年 -  82頁，伊利諾伊州， -1 000份。
- 《俄羅斯宇航員的日常生活》2011-352 p。，4 000份。
- 《無限之王： 關於職業和命運的宇航員》-  M.：Alpinar出版社（俄语：Альпина Паблишер），2018 - 676 p。

## 家庭
- 父親：米哈伊爾·馬特維耶維奇·巴圖林（俄语：Батурин, Михаил Матвеевич）（1904-1978），在情報部門供职，上校军衔。
- 母親 ：納塔利婭·尼古拉耶夫娜（Смольникова Наталья Николаевна）（1925-2012），圖書館管員、特列季亞科夫畫廊成员。
- 弟：巴圖林·尼古拉·米哈伊洛維奇（Батурин Николай Михайлович）（生於1951年），企業家。
- 唯一的同父異母的兄謝爾蓋·米哈伊巴圖林（ Батурин Сергей Михайлович）(1937 - 1997年)，俄羅斯物理學家和化學家，教授，俄羅斯科學院化學物理研究所（俄语：Институт проблем химической физики РАН）所長，该机构位於切爾諾戈洛夫卡。
- 妻子：斯维特拉娜·斯维特拉娜（Полубинская Светлана Вениаминовна）（1954年2月4日出生），俄羅斯科學院國家和法律研究所（俄语：Институт государства и права РАН）研究員。
- 女兒：巴图丽娜·亚历山德拉·尤里耶夫娜（Батурина Александра Юрьевна）（生於1982年8月26日），是莫斯科國立法律大學的学生。[20]

## 其他
- 聯盟系列宇宙飛船發射任務列表